# Gillian Barber
Gillian Barber (22 de febrero de 1958) es una actriz canadiense.

## Primeros años
Nació en Coventry, West Midlands, Inglaterra, y creció en la Columbia Británica, Canadá.
Estudió en el Guildhall School of Music and Drama en Londres y en Arte en la Universidad de Victoria.

## Carrera
Ha aparecido en películas como El padrastro, Needful Things, y Jumanji; en series de televisión como The X-Files y Stargate SG-1; y en series animadas como Sabrina: la serie animada y Adventures from the Book of Virtues como actriz de voz.
Es profesora en la Universidad Capilano, en la Columbia Británica, y creó el programa Musical Theatre en 2007.

## Filmografía

### Cine
- El padrastro (1987)
- Short Time (1990)
- Needful Things (1993)
- Gold Diggers: The Secret of Bear Mountain (1995)
- Jumanji (1995)
- Kitchen Party (1997)
- Disturbing Behavior (1998)
- Double Jeopardy (1999)
- Presunto homicida (2000)
- Suspicious River (2000)
- The 6th Day (2000)
- In the Name of the People]] (2000)
- Como perros y gatos (2001)
- Bang Bang You're Dead (2002)
- Stealing Sinatra (2003)
- Mi vida sin mí (2003)
- Hot Rod (2007)
- Beneath (2007)
- 2012 (2009)

### Televisión
- Danger Bay (1986,1988)
- The Commish (1991,1995)
- The X-Files (1993-1997)
- The Outer Limits (1995-2001)
- The Man Who Wouldn't Die (1995), película de TV
- In Cold Blood (1996), miniserie de televisión
- Alien Abduction: Incident in Lake County (1998), serie de televisión
- Cold Squad (1998-2002)
- Da Vinci's Inquest (1998-2002)
- Stargate SG-1 (1998-2004)
- A Storm in Summer (2000), película de televisión
- Mysterious Ways (2000-2001)
- Supernatural (2005, 2017)
- Cedar Cove (2013)
- Witches of East End (2013)
- Chesapeake Shores (2018)

### Animación
- Action Man (1995)
- Sherlock Holmes en el siglo XXII (1999)
- Sabrina: la serie animada (1999)
- Adventures from the Book of Virtues (2000)